# The Spreading Dawn
The Spreading Dawn è un film del 1917 diretto da Laurence Trimble uscito nelle sale il 21 ottobre 1917. La sceneggiatura si basa sul racconto The Spreading Dawn di Basil King, apparso il 30 dicembre 1916 sulle pagine de The Saturday Evening Post.

## Trama
Georgina, innamorata di un militare, chiede a sua zia Patricia Mercer Vanderpyl il permesso di sposarsi con il capitano Nugent prima che questi parta alla volta della Francia. La zia, però, le rifiuta il consenso: per spiegarle il suo comportamento, le consegna un diario, quello dove vengono riportati i ricordi della sua giovinezza. Sul diario, Georgina legge del matrimonio di Patricia con il soldato Anthony Vanderpyl e di come la donna venga a scoprire dell'infedeltà del marito, ripreso da passione per una sua vecchia fiamma, la signora LeRoy. Per gelosia, il marito di questa uccide Anthony.
Prima di essere ucciso, Anthony aveva lasciato una lettera per Patricia, che lei però non ha mai letto e che non ha mai aperto. Georgina, allora, apre lei la missiva: scopre, così, che Anthony aveva deciso di recarsi da quella che tutti consideravano la sua amante per farle rompere sì una relazione, ma non quella (inesistente) che lo legava a lui, bensì a quella che la donna aveva con Bentley, il fratello di Anthony.
Davanti a quella rivelazione, Patricia si ricrede e dà il consenso alle nozze di Georgina. Poi, finalmente in pace, si spegne, pronta a raggiungere il suo amato in the spreading dawn (dove si spande il chiarore dell'alba).

## Produzione
Il film fu prodotto dalla Goldwyn Pictures Corporation.
Georgina è interpretata da Mabel Ballin: l'attrice era la moglie dello scenografo del film, Hugo Ballin. Il ruolo di Patricia è ricoperto da Jane Cowl, una nota attrice teatrale che interpretò anche alcuni film. La Cowl era anche commediografa e scrisse alcuni drammi di successo.

## Distribuzione
Il film uscì nelle sale il 21 ottobre 1917, distribuito dalla Goldwyn Pictures Corporation.